# 5. siječnja
5. siječnja (5. 1.) 5. je dan godine po gregorijanskom kalendaru.
Do kraja godine ima još 360 dana (361 u prijestupnoj godini).

## Događaji
- 1769. – Škotski izumitelj James Watt patentirao je svoj parni stroj.
- 1892. – Prvi je put uspješno snimljeno svitanje.
- 1896. – Njemački fizičar Wilhelm Conrad Röntgen otkrio je X-zrake, za što je dobio i Nobelovu nagradu za fiziku.
- 1909. – Kolumbija je priznala neovisnost Paname.
- 1916. – Pred Medovskim zaljevom u Albaniji potonuo je talijanski brod 'Brindisi'. Poginulo je 390 ljudi.
- 1919. – Osnovana je Njemačka radnička stranka, koje se kasnije preimenovala u zloglasnu Njemačku Nacionalsocijalističku radničku stranku.
- 1919. – U Berlinu je počeo ustanak predvođen komunističkom organizacijom "Savez Spartaka" s Rose Luxemburg i Karlom Liebknechtom na čelu.
- 1925. – Guverner američke savezne države Wyoming postala je Nellie Taylor Ross, prva žena guverner u povijesti SAD-a.
- 1942. – Na osnovu sporazuma s nacističkom Njemačkom, Prvi korpus bugarske fašističke vojske je počeo okupaciju jugoistoka Srbije.
- 1949. – Na sastanku u Moskvi, vlade SSSR-a, Bugarske, Čehoslovačke, Mađarske, Poljske i Rumunjske donijele su odluku o stvaranju Savjeta za uzajamnu ekonomsku pomoć radi organizacije i usklađivanja dugoročnog razvoja zemalja članica.
- 1954. – Svoj su prvi koncert održali Zagrebački solisti, najugledniji hrvatski komorni ansambl.
- 1980. – Hawlett-Packard je proizveo svoje prvo osobno računalo.
- 1984. – Američki programer Richard Matthew Stallman započeo je razvoj projekta GNU.
- 1984. – Nakon devet godina postojanja grupa The Police je najavila oproštajni koncert za 2. ožujka.
- 1993. – Izvršeno posljednja smrtna kazna vješanjem u Sjedinjenim Državama.
- 1997. – Ruske su čete napustile Čečeniju.

| - 1209. – Rikard od Cornwalla i Poitoua († 1272.), rimsko-njemački kralj - 1592. – Džahan-šah, mogulski vladar († 1666.) - 1767. – Jean-Baptiste Say, francuski ekonomist († 1832.) - 1846. – Mariam Baouardy, palestinska svetica († 1878.) - 1846. – Rudolf Eucken, njemački filozof († 1926.) - 1874. – Joseph Erlanger, američki fiziolog, nobelovac († 1965.) - 1879. – Nina Vavra, hrvatska glumica († 1942.) - 1910. – Juraj Jurjević, hrvatski književnik († 1985.) - 1921. – Friedrich Dürrenmatt, švicarski književnik († 1990.) - 1931. – Robert Duvall, američki glumac - 1932. – Umberto Eco, talijanski književnik († 2016.) - 1936. – Petar Kriste, hrvatski političar - 1938. – Ivan Karlo I., španjolski kralj - 1938. – Ngũgĩ wa Thiong'o, kenijski književnik († 2025.) - 1941. – Hayao Mijazaki, japanski filmski redatelj - 1944. – Mladen Đurđević, enigmatičar († 2004.) - 1946. – Diane Keaton, američka filmska glumica - 1948. – Robert Orledge, britanski muzikolog - 1965. – Vinnie Jones, velški nogometaš i filmski glumac - 1969. – Marilyn Manson, američki pjevač - 1980. – Srđan Andrić, hrvatski nogometaš - 1982. – Janica Kostelić, hrvatska skijašica - 1983. – Josip Dabro, hrvatski političar - 1988. – Nikola Kalinić, hrvatska nogometaš - 1990. – Ivan Peko, hrvatska nogometaš - 1996. – Dinara Alimbekava, bjeloruska biatlonka - 2001. – Mihajlo Mudrik, ukrajinski nogometaš | - 1066. – Eduard III. Ispovjednik, engleski kralj (* 1003.) - 1524. – Marko Marulić, hrvatski književnik (* 1450.) - 1589. – Katarina de Medici, francuska kraljica (* 1519.) - 1670. – Grégoire Huret, francuski crtač, grafičar i likovni teoretičar (* 1606.) - 1713. – Jean Chardin, francuski draguljar i putnik (* 1643.) - 1762. – Elizabeta, ruska carica (* 1709.) - 1858. – Josef Radetzky, austrijski feldmaršal (* 1766.) - 1860. – Sv. Ivan Nepomuk Neumann, američki svetac i biskup (* 1811.) - 1885. – Peter Christen Asbjørnsen, norveški književnik i znanstvenik (* 1812.) - 1922. – Ernest Shackleton, englosko-irski polarni istraživač (* 1874.) - 1933. – Calvin Coolidge, američki političar i predsjednik (* 1872.) - 1951. – Andrej Platonov, ruski književnik (* 1899.) - 1970. – Max Born, njemački fizičar i matematičar; dobitnik Nobelove nagrade (* 1882.) - 1981. – Harold Clayton Urey, američki kemičar (* 1893.) - 1985. – Franjo Punčec, hrvatski tenisač (* 1913.) - 1998. – Sonny Bono, američki glazbenik i političar (* 1935.) - 2008. – Galiano Pahor, hrvatski glumac (* 1955.) - 2014. – Eusébio, portugalski nogometaš (* 1942.) - 2015. – Jean-Pierre Beltoise, francuski automobilist (* 1937.) - 2018. – John Young, američki astronaut (* 1930.) - 2019. – Dragoslav Šekularac, srpski nogometaš i trener (* 1937.) - 2023. – Željko Kućan, hrvatski akademik i biokemičar (* 1934.) - 2024. – Mário Zagallo, brazilski nogometaš i trener (* 1931.) |

## Blagdani i spomendani
- Dan sv. Telesfora (katoličanstvo)
- Dan sv. Gaudencija (katoličanstvo)

## Imendani
- Emilije
- Emilijana
- Emilie
- Emiliana
- Eduard
- Radoslav
- Radoslava